# Incidente del Tupolev Tu-134 di Balkan Bulgarian Airlines del 1978
L'incidente del Tupolev Tu-134 della Balkan Bulgarian del 1978 fu un incidente avvenuto il 16 marzo 1978, quando un Tupolev Tu-134 della Balkan Bulgarian Airlines precipitò lungo la rotta che passava dall'aeroporto di Sofia all'aeroporto di Varsavia-Chopin. Tutti i passeggeri e l'equipaggio morirono nello schianto. Ad oggi, nel 2024, rimane il peggior incidente nella storia dell'aviazione bulgara. La causa esatta rimane sconosciuta.

## L'aereo
Il Tupolev Tu-134, codice di registrazione LZ-TUB, era stato prodotto nel 1968 dalla Kharkiv State Aircraft Manufacturing Company. Apparteneva alla Balkan Bulgarian Airlines ed era dotato di 72 posti passeggeri e spazio per sette membri dell'equipaggio. Il comandante del volo in questione si chiamava Hristo Hristov.

## L'incidente
Alla partenza da Sofia l'aereo iniziò a salire a 8.850 metri (29.040 piedi,) ma a 4.900 m (16.100 piedi) virò con una rotta di 050 gradi. Virò nuovamente a 270 gradi prima di iniziare una discesa anormale. L'aereo si schiantò a 10 minuti dal decollo nei pressi del villaggio di Gabare, vicino a Bjala Slatina, 130 km a nord-est di Sofia, uccidendo tutte le 73 persone a bordo. Al momento dello schianto l'aereo stava volando a una velocità di 800 km/h con il serbatoio quasi pieno, contenente 11 tonnellate di carburante. La natura dell'emergenza e se l'aereo fosse sotto controllo al momento dell'impatto non vennero mai chiarite.
Dopo lo schianto, i militari bulgari arrivarono rapidamente sulla scena e chiusero l'accesso al sito. L'indagine svolta successivamente si rivelò piuttosto superficiale. Le autorità bulgare stabilirono come causa ufficiale un "malfunzionamento del sistema elettrico". L'incidente è stato dimenticato in fretta, senza condurre ulteriori indagini. La fretta con cui "dimenticarono" il disastro e l'indagine superficiale sollevarono diversi dubbi. Tutto questo indusse molti a speculare sulla vera causa dello schianto. In una versione si affermò che il Tu-134 era entrato in collisione con un MiG-21 della Forza Aerea Bulgara. Un'altra presumeva che l'aereo fosse stato abbattuto per errore dal sistema di difesa antiaereo bulgaro. Queste affermazioni erano supportate dal fatto che nell'area esisteva una base militare del Patto di Varsavia.

## Vittime
Le vittime dell'incidente furono 37 passeggeri polacchi, 27 passeggeri bulgari, due passeggeri britannici e sette membri dell'equipaggio.
Tra le vittime c'erano membri della squadra nazionale polacca di ciclismo su pista (Tadeusz Włodarczyk, Witold Stachowiak, Marek Kolasa, Krzysztof Otocki e Jacek Zdaniuk) e membri della squadra nazionale bulgara di ginnastica ritmica (Valentina Kirilova, Snežana Mihajlova, Albena Petrova, Sevdalina Popova e Rumjana Stefanova con la loro coach Žulieta Šišmanova). Altre vittime includevano il viceministro della cultura polacco Janusz Wilhelmi e il calciatore bulgaro Georgi Nikolov.

## Commemorazione
Un monumento in marmo situato in una gola vicino al villaggio di Gabare ricorda l'incidente e le sue vittime. Si trova su un terreno difficile da raggiungere e non c'è alcun sentiero che conduce ad esso. Nel 2016, su iniziativa di Leszek Sibilski e Wacław Skarul, si inaugurò una targa commemorativa presso l'Arena Pruszków a Pruszków, in Polonia. Si legge "I vivi lo devono a coloro che non possono più parlare per raccontare la loro storia".